# التغيير والاستمرارية

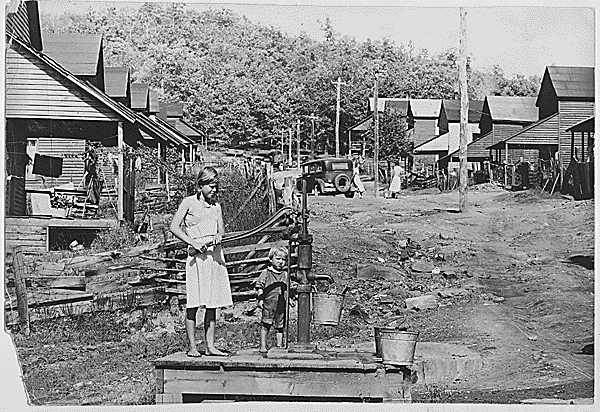
لقد تساءل المؤرخون عما إذا كان من الأفضل النظر إلى الصفقة الجديدة في الولايات المتحدة باعتبارها تغييراً حاسماً أم باعتبارها حالة من استمرارية المجتمع في سياق التاريخ الأمريكي. تظهر الصورة طفلين يضخان المياه بأيديهما. كان هذا هو مصدر المياه الوحيد في هذا القسم من وايلدر بولاية تينيسي في عام 1942)

التغيير والاستمرارية هي ازدواجية كلاسيكية في مجالات التاريخ وعلم الاجتماع التاريخي والعلوم الاجتماعية على نطاق أوسع. تعتبر مسألة التغيير والاستمرارية مناقشة كلاسيكية في دراسة التطورات التاريخية. تُستخدم هذه الثنائية لمناقشة وتقييم المدى الذي يمثل فيه تطور أو حدث تاريخي تغييرًا تاريخيًا حاسمًا أو ما إذا كان الموقف يظل دون تغيير إلى حد كبير. ومن الأمثلة الجيدة على هذه المناقشة السؤال حول مدى تمثيل صلح وستفاليا في عام 1648 لتغيير مهم في التاريخ الأوروبي. وعلى نحو مماثل، تساءل المؤرخ ريتشارد كيركندال ذات مرة عما إذا كانت الصفقة الجديدة التي أبرمها روزفلت تمثل "ابتكارًا جذريًا أم استمرارًا لموضوعات سابقة في الحياة الأمريكية؟" وطرح السؤال حول ما إذا كانت "التفسيرات التاريخية للصفقة الجديدة يجب أن تؤكد على التغيير أو تؤكد على الاستمرارية؟" والقضية هنا هي ما إذا كانت الصفقة الجديدة تمثل شيئًا جديدًا جذريًا (تغييرًا) في تاريخ الولايات المتحدة أو ما إذا كان يمكن فهم الصفقة الجديدة على أنها استمرارية للاتجاهات في التاريخ الأمريكي التي كانت موجودة قبل فترة طويلة من عام 1930.
التقسيم الثنائي مهم فيما يتعلق ببناء ومناقشة وتقييم الفترات التاريخية. فمن حيث إنشاء ومناقشة الفترات (على سبيل المثال عصر التنوير أو العصر الفيكتوري)، يمكن استخدام التقسيم الثنائي لتقييم متى يمكن القول إن فترة ما تبدأ وتنتهي، مما يجعل التقسيم الثنائي مهمًا فيما يتعلق بفهم التسلسل الزمني التاريخي. وقد اعترض المؤرخ الاقتصادي ألكسندر جيرشينكرون على هذه الثنائية، حيث زعم أن الاستمرارية "لا تعني أكثر من غياب التغيير، أي الاستقرار". ومع ذلك، قيل إن المؤرخ الألماني راينهارت كوزيليك يتحدى هذه الثنائية.